# Mattias Haller
Mattias Haller (* 2009) ist ein Schweizer Nordischer Kombinierer und Skispringer.

## Werdegang
An seinem ersten und bisher einzigen internationalen Wettkampf im Skispringen, dem FIS-Schüler-Grand-Prix in Ruhpolding, nahm Haller im Oktober 2021 teil und beendete diesen auf dem 18. Platz von 30 Startern.
In der Nordischen Kombination nahm Haller ab 2022 an mehreren Youth- und Alpencups teil, wobei er im Youthcup 1 sein bisher bestes Ergebnis als 25. beim Debüt in Tschagguns und im Youthcup 2 als 18. im Sommer 2024, erneut in Tschagguns, erzielte. Im Alpencup 2023 in Gibswil wurde er im Einzel Zwölfter und im Team Zehnter.
Ausserdem startete Haller bei den Schweizer Meisterschaften im Skispringen und in der Nordischen Kombination 2022, 2023 und 2024. 2022 wurde er im Team mit Noel Woodtli, Yanick Wasser und Lars Kindlimann Dritter, 2024 gewann er mit Simon Kinscherf, Juri Kesseli und Felix Trunz Gold. Im Einzel war ein zweiter Platz in der U16-Kategorie 2024 sein einziger Podestplatz.